# Ptinus sericans
Ptinus sericans is een keversoort uit de familie klopkevers (Ptinidae). De wetenschappelijke naam van de soort werd in 1888 gepubliceerd door Louis Albert Péringuey.